# Diamant de Luçon
Erythrura viridifacies
Espèce
Statut de conservation UICN

 VU A2cd+3cd+4cd : Vulnérable
Le Diamant de Luçon (Erythrura viridifacies), ou Pape de Manille[réf. nécessaire], est une espèce de petits passereaux se trouvant sur les îles de Luçon, Panay et Negros aux Philippines.

## Description
Il mesure 13 cm. Il est entièrement vert à l'exception du croupion et de la queue qui sont rouges. Le bec est noir. La femelle est plus terne et plus claire que le mâle. Seul le mâle chante.

## Habitat et alimentation
Ils vivent sur les îles de Luçon, Negeos et Panay dans les versants boisés et les champs de bambous. Ils se nourrissent de graines d'herbes et de bambous.

## Nidification
Ils nidifient entre mars et avril uniquement.

## Mode de vie
Du fait qu'ils sont répartis irrégulièrement, on connaît peu leur comportement.